# Список умерших в 696 году

## Дата смерти неизвестна или требует уточнения
- Бонелл — герцог Неаполя (687—696).
- Джабир ибн Абдуллах — один из сподвижников пророка Мухаммеда и передатчиков хадисов.
- Домналл II Коричневый — король гэльского королевства Дал Риада (673—696).
- Конгалах мак Конайнг Куйрре — король Наута (Северной Бреги) (662—696) и король всей Бреги (695—696).
- Молинг — второй епископ Фернский.
- Нордеберт, майордом Нейстрии (с 688).
- Фергал Айдне — король Коннахта (683—696).
- Фингуне мак Катайл, король Мунстера (678—695/696).
- Юкном-Йичак-Как, правитель Канульского царства.